# 一翔剣
一翔 剣（いっしょう けん、1998年5月1日 - 永遠の21歳）は、ニッポン放送のアナウンサー・吉田尚記が演じる、日本のバーチャルMC/アナウンサー。ニッポン放送・吉田ルーム所属。身長は174cm。キャラクターデザインはHoneyWorks・ヤマコ。

## 人物
YouTubeチャンネル『一翔剣ちゃんねる』を運用しており、2020年3月現在、チャンネル登録者数はのべ1万3千人を超え、総視聴回数は120万回を超えている。投稿している動画のジャンルは実況系、トーク系、バラエティー系。生配信中には、視聴者がハッシュタグ「#一翔剣」をつけツイートを行うと、動画内にその文字や画像が降るという演出がなされる。
ラジオ番組前に行われる生配信時の挨拶は、「世界一の雑食系バーチャルMC一翔剣です。けんばんは！」。この挨拶の冒頭には、「あなたの話を聴かせて」と「あなたのことを看取りたい」のいずれかが加わる。反対に、生配信が終わる際の挨拶は「おつけん」。
自身の主な愛称は「いしょけん」で、反対にファンに対する愛称は「剣民」。イラスト関係の推奨ハッシュタグは「#いしょけんあーと」。
好きな食べ物はブロッコリーとアスパラガス。

## 略歴
2019年
- 2月8日、ニッポン放送のラジオ番組『ミュ～コミ+プラス（現・ミューコミプラス）』にて、HoneyWorks・ヤマコがキャラクターデザインを担当することを発表。
- 3月22日、YouTubeの『吉田ルーム』にて、一翔剣のイラストの完成品が公開される。。
- 3月27日、

1. 公式Twitterアカウントが開設された。
2. 『一翔剣ちゃんねる』にて、初の生配信を実施。
3. ONIGAWARAが、YouTubeのみで聴けるオリジナル曲を提供することが発表される。

- 4月1日、初めて、一翔剣の静止画（後に「ペラ剣」という愛称で呼ばれる）のみで生配信を実施。また、同日より、『ミューコミプラス』のパーソナリティを務める。
- 4月27日、ニコニコ超会議2019で行われたイベント「VTuber Fes Japan 2019」にて、動く一翔が公開される。このカラオケステージではMCを務めたほか、七森中☆ごらく部の楽曲『ゆりゆららららゆるゆり大事件』を歌唱。
- 4月28日、同じくニコニコ超会議2019で行われたトークイベントのMCを務める。
- 5月13日、新浪微博のアカウントが開設される。
- 5月25日、VTuberとしての初の生配信（通称：爆誕祭）が、昼の部（15：00 - 18：00）と夜の部（20：00 - 23：00）の二部構成にて行われる。
- 6月20日、『ミューコミプラス』の公式Twitterアカウントにて、一翔のファンを「剣民」と呼ぶことが発表される。
- 6月25日、一翔のサインが視聴者からの応募作品より決定。
- 8月21日、LINEにて『ミューコミプラス』のオープンチャットを開設。
- 9月11日、岩下食品の商品『岩下の新生姜』とのコラボTシャツ『一翔剣×岩下の新生姜コラボカーディガン風Ｔシャツ』が発売される。
- 9月21日、「バーチャルマーケット3」のインタビューを実施。
- 9月24日、「バーチャルマーケット3」の代表・動く城のフィオとのコラボ配信が行われる。
- 12月4日、中国のVTuber・櫻櫻火との初のコラボ配信が、中国の配信サイト『bilibili』にて行われる。
- 12月11日、櫻櫻火とのコラボ配信が、『一翔剣ちゃんねる』でも初めて同時配信される。

2020年
- 3月16日、初めてPeriscopeで同時生配信を行う。
- 4月23日、番組のノベルティグッズ「いしょけんステッカー」の差し入れ企画を実施することが決定（エルタマの差し入れサービスを利用、視聴者がデザイン）。
- 5月1日、生誕祭として、誕生日を祝う配信が22時より行われる。
- 5月26日、生配信内のコーナーへの投稿が採用された視聴者へ、「いしょけんステッカー」をプレゼントする企画が本格始動する。。
- 8月25日、VRChat内のホストクラブ「Altair」にて行われた公開面接に合格し、ホストとして活動することが決定。。
- 9月26日、VRChatホストクラブ「Altair」に、ホストとして初出勤を果たす。。
- 12月24日～12月25日、ニッポン放送で毎年行われている、24時間のラジオ番組『ラジオ・チャリティー・ミュージックソン』が、史上初めてVRchatでも実施され、そのパーソナリティを務める。。

### 命名関連
2019年
- 3月6日、VTuber名について、『ミュ〜コミ+プラス』の公式ツイッターにて初回の投票企画を実施。投票の結果、VTuber・ミライアカリが考案した「穴・ウンサー」に決定。
- 3月11日、この投票結果を受け、吉田尚記が「なんかしっくりこない気が…！」と違和感をツイート。
- 3月19日、生配信の視聴者に対し「（初回の投票結果は）悪ふざけだったの？！」と言い、VTuber名の再考を促したことを発表。
- 3月21日、「穴・ウンサー」は兄であり、旅に出たことを発表。
- 3月22日、VTuber名について2回目の投票企画が行われる。
- 3月26日、VTuber名が最終的にVTuber・輝夜月が考案した「一翔剣」に決定。吉田のことを「一生懸命にがんばるおじさん」と評したことからの命名。

### 放送・配信外関連
2018年
- 12月6日、吉田尚記が、共演していた電脳少女シロから「バ美肉」を薦められる。

2019年
- 4月22日、吉田と初対面。
- 5月17日、吉田と初の遠出。
- 5月19日、ミューコミプラスTVのイベント「妄想トークライブ」に同行。
- 6月10日、デイリースポーツにて取り上げられる。

2022年
- 4月5日、日経XTREND（日経BP）にて、人気Vtuberへのインタビューをメインとする連載『VOV -voice of virtual entertainer-』を開始。

## 出演
太字はレギュラー出演。

### ラジオ番組
- ミューコミプラス（月 - 木 24:00 - 24:53、2019年4月1日 - 2021年3月25日）
- ミューコミVR（日 23:30 - 24:30、2021年4月4日 - ）
- ニッポン放送×SHOWROOMコラボSP「あすかなラジオ」（ニッポン放送・SHOWROOM、11月4日、13：00 - 14：30）[46]
- 一翔剣のオールナイトニッポンX (ニッポン放送・STVラジオ・smash. 、2022年8月4日 24:00 - 24:53)[47]

### テレビ番組
- ミューコミプラスTV（BSスカパー・アニマックス、毎月第4木曜日 25:00 - 25:30 他）

### インターネット配信
2019年
- 一翔剣ちゃんねる（YouTube、毎週月 - 木曜日、22:30 - 23:00、毎週日、23：30 - 24：30、毎週水曜日は22:00 - 23:00の場合あり、2019年3月26日 - ）
- ばぶ美バーチャルキャスト（SHOWROOM、7月1日 20：00 - 21：00） - 初の外仕事
- りんくろー事務所（YouTube、10月24日）

2020年
- 直感アルゴリズム出張版 新麟麟家-New LinLin HOUSE-（ニコニコ生放送・YouTube、2月19日 20：00 - 21：00）
- バーチャルバドミントン部 - Vバド部（YouTube、4月11日 20：50 - ）
- まりなすチャンネル【仮】（YouTube、6月21日 19：30 - ）
- バーチャルバドミントン部 - Vバド部（YouTube、8月8日 20：00 - ）

2021年
- バーチャルバドミントン部 - Vバド部（YouTube、2月20日 19：30 - ）
- Jリーグ公式チャンネル（YouTube、2月26日 14：30 - ）

- cluster 大加速祭2021（cluster、3月27日 18：30 - 、19：30 - [60][61][62]）
- V-Carnival（SPWN、4月3日19：00 - 、4月4日19：00 - [63][64]）

### イベント
2019年
- ラジオパーク in 日比谷（4月27日） - 『ミューコミプラス』ステージに出演
- ニコニコ超会議2019「VTuber Fes Japan 2019」（4月27日）
- V劇ウォッチ（J-SQUARE SHINAGAWA、9月19日・10月3日）

2020年
- 以心伝心有灵犀-Borderless Live 5G-（3月21日） - MCとして出演

- CLUB RUINS Mini Live Show（VR chat、Twitch、DepthFieldStream-Viewer、一翔剣ちゃんねる、9月6日 15：00 - [68][69]） - MCとして出演

## 著作

### 連載
- VOV -voice of virtual entertainer-（日経XTREND、2022年4月5日 - ）※原則月1回更新